# Bang Yong-guk
Bang Yongguk (Hangul: 방용국), född 31 mars 1990, även känd som Yongguk, Bang och Jepp Blackman, är en sydkoreansk kompositör, rappare, sångare och dansare. 
Bang Yong-guk var ledaren och rapparen i den sydkoreanska hip-hop gruppen B.A.P, som debuterade i början av 2012. Innan B.A.P var Bang med i ett underground band vid namn Soul Connection. Under mars 2011, medverkade han i Song Jieuns låt Going Crazy som toppade listorna i Sydkorea. Innan B.A.P debuterade, formade Yongguk's musikbolag, TS Entertainment, en undergrupp vid namn Bang&Zelo och gruppen bestod av Yongguk och hans grupp medlem Zelo. De släppte deras första singel, vid namn Never Give up, tillsammans i slutet av 2011.